# Nitra (rzeka)

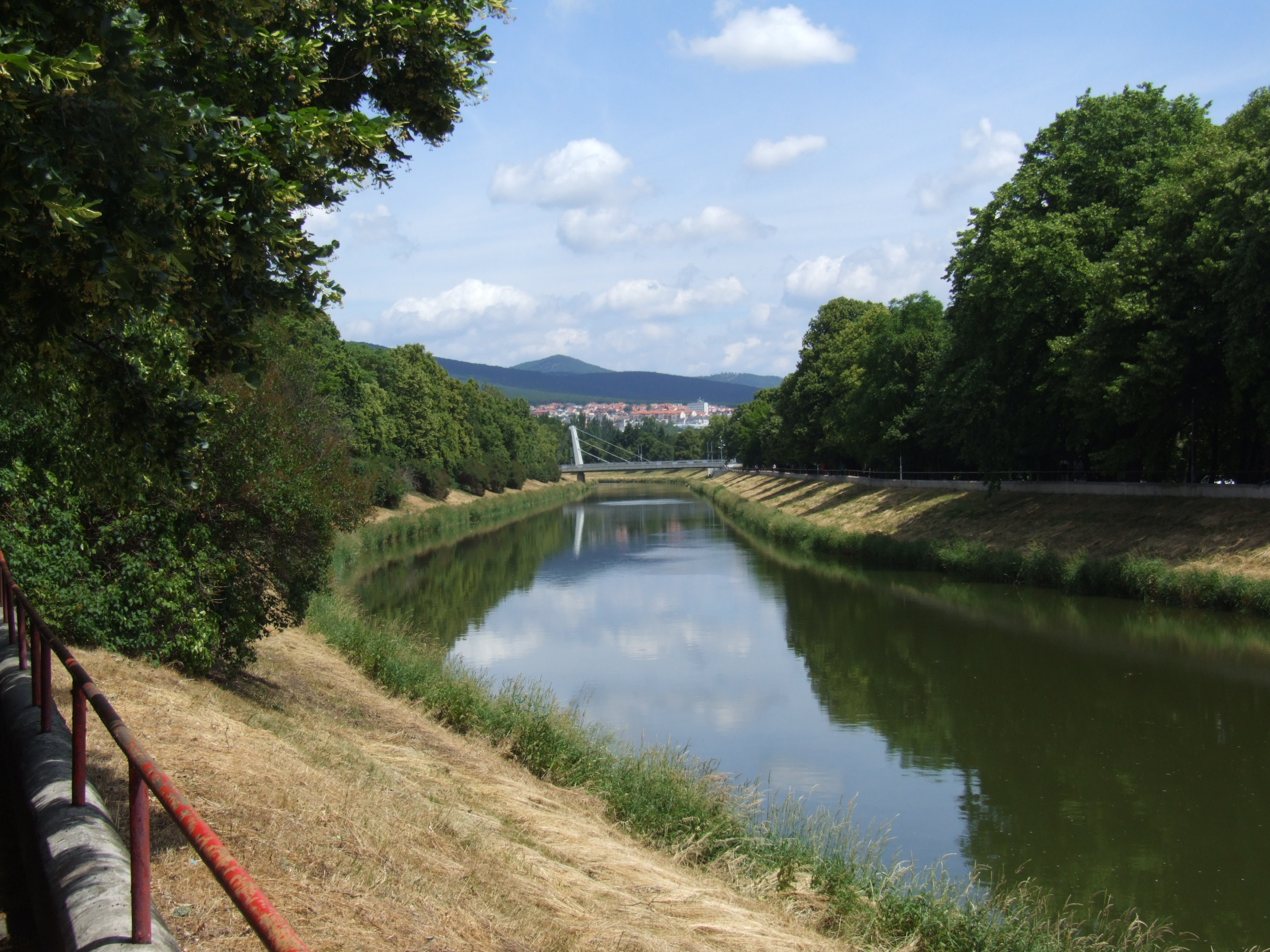
Nitra w mieście Nitra

Nitra (węg. Nyitra) – rzeka w środkowej Słowacji, w dorzeczu Dunaju. Długość – 169 km, powierzchnia zlewni – 4501 km², średni przepływ u ujścia – 22,5 m³/s.
Nitra ma źródła na wysokości 789 m n.p.m. na południowo-wschodnich stokach góry Reváň (1205 m n.p.m.) w Małej Fatrze, w okolicy Przełęczy Faczkowskiej, oddzielającej Małą Fatrę od Gór Strażowskich. Stamtąd płynie na południowy zachód, zbierając dopływy z Gór Strażowskich (Nitrica i Bebrava) na zachodzie i z masywu Ptacznika (Handlovka) na wschodzie. Przepływa przez Prievidzę, następnie przez Partizánske i Topoľčany. W Topolczanach i tuż poniżej tego miasta przyjmuje z prawej strony dwa duże dopływy pochodzące z Gór Inowieckich, rzeki Chotina i Bojnianka. Na odcinku od źródeł aż po Partizánske Nitra wyznacza oś Kotliny Górnonitrzańskiej, zaś poniżej tego miasta wąska dolina Nitry rozdziela Wzgórza Nitrzańskie od masywu Trybecza.
Na południowym skraju Trybecza leży największe miasto na drodze rzeki – Nitra. W jego okolicach rzeka skręca na południe i wkracza na Nizinę Naddunajską. Na tej nizinie Nitra tworzy dość skomplikowany układ rzeczny, w części sztucznego pochodzenia. W okolicach miast Šurany i Nové Zámky Nitra przyjmuje część wód swojego największego dopływu – Žitavy, która bifurkuje między stare koryto, prowadzące na południe do Dunaju, a nowe, sztucznie utworzone, prowadzące na zachód do Nitry. Kilka kilometrów na południowy zachód za Nowymi Zamkami bifurkuje również Nitra – większość wód jest odprowadzana krótkim kanałem na zachód do Wagu, a pozostała część płynie jako Stara Nitra na południe. Ta pozostałość rzeki również wpada do Wagu, ale dopiero pod sam koniec jego biegu, tuż na północ od miasta Komárno.
Doliną Nitry, na całej jej długości, biegnie droga krajowa nr 64 Żylina-Prievidza-Nitra-Nové Zámky, której towarzyszy linia kolejowa.
Nitra jest jedną z najbardziej zanieczyszczonych rzek Słowacji – nie mieści się w żadnej klasie czystości. Źródłem zanieczyszczeń są głównie ścieki komunalne, ponieważ w większości miejscowości nad Nitrą nie ma oczyszczalni ścieków, a tam, gdzie one istnieją, są niewystarczające.